# Colombey-les-Deux-Églises (comuna delegada)
Colombey-les-Deux-Églises era una comuna francesa situada en el departamento de Alto Marne, de la región de Gran Este, que el 1 de enero de 2017 pasó a ser una comuna delegada de la comuna nueva de Colombey les Deux Églises al fusionarse con la comuna de Lamothe-en-Blaisy.

## Historia
En el momento de la creación de la comuna nueva de Colombey les Deux Églises, y desde 1972, las comunas asociadas de Argentolles, Biernes, Blaise, Champcourt, Harricourt, Lavilleneuve-aux-Fresnes y Pratz formaban parte de la comuna de Colombey-les-Deux-Églises.
En esta comuna francesa vivió Charles De Gaulle con su familia gran parte de su vida. Poseía una casa de campo llamada La Boisserie. El General, expresidente francés, yace junto a su esposa Yvonne de Gaulle y su hija Anne en el cementerio de la población.

## Demografía
| Gráfica de evolución demográfica de Colombey-les-Deux-Églises (comuna delegada) entre 1800 y 2019 |
|                                                                                                   |

Los datos entre 1800 y 2014 son el resultado de sumar los parciales de las ocho comunas que formaban la comuna de Colombey-les-Deux-Églises, cuyos datos se han cogido de 1800 a 1968, para las comunas de Argentolles, Biernes, Blaise, Champcourt, Colombey-les-Deux-Églises, Harricourt, Lavilleneuve-aux-Fresnes y Pratz de la página francesa EHESS/Cassini. Los datos de la comuna de los años comprendidos entre 1968 y 2006 se han cogido del mismo sitio, y los demás datos se han cogido de la página del INSEE.

## Composición
| Comuna asociada           | Código INSEE | Población (2014) | Superficie (km²) | Densidad (hab./km²) |
| ------------------------- | ------------ | ---------------- | ---------------- | ------------------- |
| Argentolles               | 52018        | 39               | 7.9              | 5                   |
| Biernes                   | 52049        | 42               | 4.17             | 9                   |
| Blaise                    | 52052        | 82               | 16.69            | 5                   |
| Champcourt                | 52100        | 56               | 8.29             | 7                   |
| Colombey-les-Deux-Églises | 52140        | 665              | 73.63            | 9                   |
| Harricourt                | 52238        | 47               | 6.64             | 7                   |
| Lavilleneuve-aux-Fresnes  | 52279        | 22               | 2.41             | 9                   |
| Pratz                     | 52404        | 15               | 6.40             | 2                   |